# Desluvamento
Desluvamento é uma lesão caracterizada pela separação da pele e do tecido subcutâneo. É como descascar esses tecidos da fáscia. Esse tipo de lesão ocorre principalmente nos membros.